# Crassispira tepocana
Crassispira tepocana är en snäckart som beskrevs av Dall 1919. Crassispira tepocana ingår i släktet Crassispira och familjen Turridae. Inga underarter finns listade i Catalogue of Life.